# Dobrominskoje
Dobrominskoje (ros. Доброминское сельское поселение) – jednostka administracyjna (osiedle wiejskie) wchodząca w skład rejonu glinkowskiego w оbwodzie smoleńskim w Rosji.
Centrum administracyjnym osiedla wiejskiego jest wieś (ros. деревня, trb. dieriewnia) Dobromino.

## Geografia
Powierzchnia osiedla wiejskiego wynosi 663,54 km², a jego główne rzeki to: Dniepr, Wołosć i Ustrom.

## Historia
Osiedle powstało na mocy uchwały obwodu smoleńskiego z 28 grudnia 2004 r., a uchwałą z 20 grudnia 2018 z dniem 1 stycznia 2019 w granicach osiedla wiejskiego Dobrominskoje znalazły się wszystkie miejscowości zlikwidowanych osiedli biełochołmskiego i romodanowskiego.

## Demografia
W 2020 roku osiedle wiejskie zamieszkiwało 853 mieszkańców.

## Miejscowości
W skład jednostki administracyjnej wchodzi 39 miejscowości, w tym 1 wieś (ros. село, trb. sieło) (Dubosiszcze) i 38 dieriewni (Aleksiejewo, Basmanowo, Biełaja Griwa, Biełyj Chołm, Bierieznia, Bołotowo, Chłopnino, Czancowo, Dobromino, Dubosiszcze, Galejewka, Gorbowo, Iwonino, Jerdicy, Klemiatino, Kozłowo, Kołzaki, Kołodiezi, Konszczino, Lachowo, Lewykino, Marjino, Milejewo, Nowaja, Orłowo, Pierszykowo, Putiatino, Romodanowo, Rubieżyki, Słobodka, Suborowka, Szyłowo, Timoszyno, Timoszowo, Tiszkowo, Wasilowo, Wasiuki, Worotnino).